# Mlanča
Mlanča (izvirno srbsko Мланча) je naselje v Srbiji, ki upravno spada pod Občino Kraljevo; slednja pa je del Raškega upravnega okraja.

## Demografija
V naselju, katerega izvirno (srbsko-cirilično) ime je Мланча, živi 219 polnoletnih prebivalcev, pri čemer je njihova povprečna starost 44,1 let (43,2 pri moških in 45,1 pri ženskah). Naselje ima 78 gospodinjstev, pri čemer je povprečno število članov na gospodinjstvo 3,33.
To naselje je popolnoma srbsko (glede na rezultate popisa iz leta 2002), a v času zadnjih treh popisov je opazno zmanjšanje števila prebivalcev.
|  |

| Demografija | Demografija     | Demografija     |
| Leto        | Št. prebivalcev | Št. prebivalcev |
| ----------- | --------------- | --------------- |
|             |                 |                 |
|             |                 |                 |
|             |                 |                 |
|             |                 |                 |
| 1948        | 582             |                 |
| 1953        | 640             |                 |
| 1961        | 646             |                 |
| 1971        | 517             |                 |
| 1981        | 432             |                 |
| 1991        | 295             | 295             |
| 2002        | 260             | 260             |
|             |                 |                 |

| Etnična sestava po popisu iz leta 2002 | Etnična sestava po popisu iz leta 2002 | Etnična sestava po popisu iz leta 2002 | Etnična sestava po popisu iz leta 2002 | Etnična sestava po popisu iz leta 2002 |
| -------------------------------------- | -------------------------------------- | -------------------------------------- | -------------------------------------- | -------------------------------------- |
| Srbi                                   | Srbi                                   |                                        | 260                                    | 100,0%                                 |
| Neznano                                | Neznano                                |                                        | 0                                      | 0,0%                                   |